# Naypyidaw
Naypyidaw (uttal: [nèpjìdɔ̀]), även Nay Pyi Taw, är den nybyggda huvudstaden i Myanmar. Fram till 2005 var landets största stad Rangoon huvudstad. Naypyidaw har uppförts under en kort tid i en svårtillgänglig djungelterräng i inlandet nära Pyinmana, som idag ingår i unionsterritoriet. 6 november 2005 inledde den styrande militärjuntan flytten av regeringsfunktionerna, och alla delar av landets administration inklusive personal finns i den nya staden sedan 2007. Naypyidaw utgör sedan 29 maj 2008 ett administrativt unionsterritorium i Myanmar. Namnet på staden betyder ungefär "den kungliga staden" eller "kungarnas boning", men någon koppling till landets historiska kungadöme finns inte.

## Administrativ indelning
Naypyidaws unionsterritorium är indelat i följande åtta kommunala distrikt (myo ne) (med folkmängd 2011):
- Det Khi Na, 28 565 invånare
- Lewe, 263 892 invånare
- Oke Ta Ra, 57 087 invånare
- Poke Ba, 79 491 invånare
- Pyinmana, 156 701 invånare
- Tatkon, 199 773 invånare
- Za Bu, 72 837 invånare
- Zay Yar, 75 272 invånare

Naypyidaw är planerat i olika zoner, och bebyggelsen är än så länge ganska utspridd och uppdelad på de olika områdena.

## Demografi
Naypyidaw hade 933 618 invånare 2011, varav 193 392 invånare (20,7 procent) var urban befolkning och 740 226 invånare (79,3 procent) var landsbygdsbefolkning. Av den totala folkmängden var 456 843 invånare (48,9 procent) män och 476 775 invånare (51,1 procent) kvinnor. 281 423 invånare (30,1 procent) var under 15 år, 492 553 invånare (52,8 procent) var 15 till 49 år.

### Fotnoter
1. 1 2 3 4 5   Department of Health Planning, Ministry of Health, Myanmar; Township Health Profile 2011 (excelfil) Läst 16 juni 2013.
2. ↑   Statoids; Regions of Myanmar. Läst 16 juni 2013.